# Röntgenoptik
Die Röntgenoptik beschäftigt sich mit der Ausbreitung von Röntgenstrahlung und deren Wechselwirkung mit Materie. Sie findet nicht nur im Wellenlängenbereich der eigentlichen Röntgenstrahlung (0,01 bis 10 nm) Anwendung, sondern auch bei Wellenlängen bis hin zu 100 nm (VUV-Strahlung).
In der Röntgenoptik unterscheidet man zwischen weicher und harter Röntgenstrahlung. Als weiche Röntgenstrahlung wird der Bereich bezeichnet, in dem die Wellenlänge der Strahlung länger ist als der Abstand der Atome im Festkörper (0,1 nm bis 0,5 nm). Hier wird der Festkörper als homogenes Medium angesehen. Harte Röntgenstrahlung hingegen ist der Bereich, in dem die Wellenlänge kürzer als der Abstand der Atome im Festkörper ist, also im Bereich 0,01 bis ca. 0,5 nm. Hier kommt die atomare Struktur des Festkörpers zur Geltung.

## Unterschiede zur Optik mit sichtbarem Licht
Für Röntgenstrahlung ist der Brechungsindex von Materie wenig kleiner als eins (Abweichung im Bereich 10−8 bis 10−6 je nach Wellenlänge). Dies resultiert in einer Phasengeschwindigkeit der Welle, die größer ist als die Lichtgeschwindigkeit. Der Grund für die Abweichung unter eins liegt darin, dass die Schwingungsfrequenz von elektromagnetischer Strahlung im Röntgenbereich größer ist als die Oszillationsfrequenz der äußeren Elektronen der beleuchteten Atome, die im elektrischen Feld der Röntgenstrahlung erzwungene Schwingungen oberhalb ihrer Resonanzfrequenz vollführen. Diese Eigenschaft kann zur Definition von Röntgenstrahlung genutzt werden. 
Die Ausbreitungsrichtung von elektromagnetischer Strahlung lässt sich prinzipiell durch Ausnutzung von Refraktion, Reflexion und Beugung ändern, beispielsweise fokussieren.
Bei Ausnutzung der Refraktion der Röntgenstrahlen an einer Oberfläche muss das Brechzahlverhältnis zwischen Umgebung und Linsenmaterial berücksichtigt werden. Bei einer Vakuum-Umgebung (Brechungsindex ist eins) und zum Beispiel einer fokussierenden Linse (Brechungsindex kleiner als eins) ergibt sich für diese im Gegensatz zum sichtbaren Spektralbereich eine konkave Form der Linse – statt einer konvexen Form, wie sie bei sichtbaren Sammellinsen notwendig ist.
Bei Ausnutzung der Reflexion ist zu beachten, dass dieser Effekt für kleine Winkel zur Oberfläche der Optik auf der sogenannten „äußeren Totalreflexion“ (vgl. innere Totalreflexion im sichtbaren Spektralbereich) beruht. Bei größeren Winkeln nutzt man den Effekt der Vielfach-Reflexion durch geschichtete Materialanordnungen in der Optik um eine effektive Reflexion zu ermöglichen.
Bei Ausnutzung der Beugung (Diffraktion) wird zwischen den einzelnen Wellenbereichen gezielt ein Gangunterschied erzeugt. Durch Interferenz kann so zum Beispiel ein Fokus hinter der Optik erzeugt werden. 
Für Röntgenwellenlängen – also insbesondere für Wellenlängen, die kürzer als 100 nm sind – gibt es keine ganz strahlungsdurchlässigen („transparenten“) Medien. Dies hat zur Folge, dass Röntgenlinsen möglichst dünn sein müssen. Die einfacheren Möglichkeiten, Röntgenlicht zu bündeln, sind Spiegel und Fresnel-Zonenplatten. Röntgenspiegel müssen eine sehr viel planere Oberfläche aufweisen als Spiegel für sichtbares Licht. Diffuse Streuung an einer Oberfläche wird durch Unebenheiten erzeugt, die Oberflächenrauheit genannt werden. Ist der mittlere Abstand bzw. die Größe der Unebenheiten viel kleiner als die Wellenlänge, so spielt die Oberflächenrauheit nur eine geringe Rolle. Hat dieser Abstand jedoch eine ähnliche Größe wie die Wellenlänge des Lichts, wird ein einfallender Strahl hauptsächlich diffus gestreut und kaum noch als Strahl reflektiert. Für Röntgenstrahlung, die sehr kleine Wellenlängen hat, sind Oberflächen, die im sichtbaren Licht absolut eben aussehen, häufig sehr rau.

## Röntgenspiegel
Um die niedrige Reflektivität im Röntgenbereich zu kompensieren, benutzt man im Wesentlichen drei
unterschiedliche Verfahren:

### Streifender Einfall
Die Reflektivität von Oberflächen nimmt mit flacher werdendem Einfallswinkel zu. Bei einem Brechungsindex, der kleiner als 1 ist, kann es bei sehr flachen Einfallswinkeln sogar zu einer Totalreflexion kommen. Deshalb werden in der Röntgenoptik häufig Spiegel unter streifenden Einfall benutzt. Ein Beispiel für ein optisches Gerät, das mit streifenden Einfall arbeitet, ist das Wolter-Teleskop.

### Vielschichtsysteme
Wenn man Spiegel braucht, die bei steilen Einfallswinkeln eine hohe Reflektivität liefern und nur bei einer Wellenlänge arbeiten müssen, werden häufig Spiegel aus Vielschichtsystemen eingesetzt. Sie bestehen aus zwei unterschiedlichen Materialien, die in abwechselnden Schichten übereinander liegen. Diese Vielschichtsysteme werden immer für eine bestimmte Wellenlänge und einen bestimmten Einfallswinkel gebaut. In der Regel verwendet man ein bei der zugehörigen Wellenlänge optisch dichtes und ein optisch dünnes Medium. Die Schichtdicken sind so aufeinander abgestimmt, dass für den vorgesehenen Einfallswinkel die Periode immer der Wellenlänge entspricht. Es kommt dann bei der Reflexion an den optisch dichteren Schichten zu einer konstruktiven Interferenz. Ein beliebtes Vielschichtsystem ist beispielsweise die Kombination aus Silizium und Molybdän für Wellenlängen um 13,5 nm. Hier ist Silizium das optisch dünne Medium und Molybdän das optisch dichtere.

### Braggreflexion
Bei harter Röntgenstrahlung kann die durch die Bragg-Gleichung beschriebene konstruktive Interferenz der Wellen am Kristallgitter ausgenutzt werden. So wird an einem Kristall unter einem bestimmten Winkel bei einer bestimmten Wellenlänge ein Beugungsreflex erzeugt. Allerdings ist die reflektierte Strahlintensität sehr gering.

## Röntgenoptische Geräte
- EUV-Lithografie
- Einkristalldiffraktometer
- Pulverdiffraktometer
- Röntgenmikroskop
- Röntgenmonochromator
- Röntgenteleskop
- refraktive Röntgenlinsen